# Cô dâu xác chết
Cô dâu xác chết hay Cô dâu ma (tên gốc tiếng Anh: Corpse Bride), là phim điện ảnh hoạt hình stop-motion xen lẫn yếu tố nhạc kịch và hài kịch đen của Anh-Mỹ phát hành năm 2005 do Mike Johnson và Tim Burton làm đạo diễn. Cốt truyện của phim được lấy bối cảnh tại một ngôi làng hư cấu ở châu Âu dưới thời Victoria. Johnny Depp là diễn viên lồng tiếng chính trong vai nhân vật Victor, còn Helena Bonham Carter lồng tiếng cho Emily, nhân vật làm nên tựa đề của phim. Cô dâu xác chết là phim chiếu rạp stop-motion thứ ba do Burton sản xuất và là bộ phim đầu tiên ông làm đạo diễn (hai phim trước đó là The Nightmare Before Christmas và James and the Giant Peach do Henry Selick làm đạo diễn). Đây cũng là phim chiếu rạp stop-motion đầu tiên của Burton do Warner Bros. Pictures phát hành. Phim được đề tặng Joe Ranft, một người đã qua đời trong quá trình sản xuất phim.
Cô dâu xác chết được đề cử cho giải Oscar lần thứ 78 ở hạng mục Phim hoạt hình hay nhất, nhưng giải thưởng này cuối cùng lại thuộc về Wallace & Gromit: The Curse of the Were-Rabbit, một phim cũng do Bonham Carter thủ vai chính. Phim được chụp bằng máy ảnh kỹ thuật số phản xạ đơn ống kính Canon EOS-1D Mark II, thay vì máy quay phim 35mm được sử dụng cho bộ phim hoạt hình stop-motion trước đó của Burton là The Nightmare Before Christmas.

## Cốt truyện
Tại một ngôi làng ở châu Âu dưới thời Victoria (đâu đó tại Anh hoặc Pháp), Victor Van Dort (Johnny Depp), con của một nhà buôn cá mới nổi, và Victoria Everglot (Emily Watson), cô con gái hiền lành của vợ chồng một nhà quý tộc độc ác, đang chuẩn bị tổ chức lễ cưới được bố mẹ vun vén; đám cưới được kỳ vọng sẽ nâng cao vị thế xã hội của bố mẹ Victor và khôi phục tài sản cho gia đình Victoria. Cả hai người ban đầu đều lo lắng về việc họ phải lấy một người họ không biết, nhưng ngay lần đầu gặp mặt họ đã đem lòng yêu nhau. Sau khi Victor, một người nhút nhát, vụng về phá hỏng buổi tập luyện nghi thức cho đám cưới và bị Pastor Galswells (Christopher Lee) trách mắng, anh bỏ chạy và tập lại lời thề đám cưới của mình ở một khu rừng gần đó, và đặt chiếc nhẫn cưới lên trên một cành cây chổng ngược.
Cành cây đó hoá ra lại là ngón tay của một phụ nữ đã bị giết hại trong bộ váy cưới giẻ rách, người đã chui lên từ nấm mồ và tự nhận mình là vợ của Victor. Bị đưa tới Vùng đất của những người Chết, một nơi vui nhộn tới kinh ngạc, chàng Victor đang bối rối được nghe câu chuyện về Emily (Helena Bonham Carter), "cô dâu" mới của mình, nhiều năm trước đây bị giết hại bởi một tên tội phạm không rõ tung tích trong buổi đêm cô trốn đi với người tình. Emily giúp Victor đoàn tụ với chú chó đã chết từ lâu của anh là Scraps, như một món quà cưới. Trong lúc đó, cha mẹ của Victoria nghe nói người ta nhìn thấy Victor trong vòng tay người phụ nữ khác, và tỏ ra nghi ngờ.
Muốn trở về đoàn tụ với Victoria, Victor lừa Emily đưa anh về Vùng đất của những người Sống bằng cách giả vờ rằng anh muốn cô gặp cha mẹ anh. Cô đồng ý và đưa anh tới gặp Elder Gutknecht (Michael Gough), người chỉ huy địa ngục nhân hậu, để ông đưa hai người trở về Vùng đất Sống. Khi về tới nhà, Victor bảo Emily đợi trong rừng còn anh lao tới gặp Victoria và bày tỏ mong muốn được kết hôn với cô ngay lập tức, và Victoria đáp lại tình cảm ấy một cái nồng nhiệt. Ngay khi họ chuẩn bị hôn nhau thì Emily tới và nhìn thấy hai người. Cảm thấy mình bị phản bội và đau khổ, cô bực tức kéo Victor trở về Vùng đất Chết. Victoria nói với bố mẹ rằng Victor bị ép cưới một cô gái đã chết, nhưng họ tưởng con gái mình bị mất trí và khoá trái cô trong phòng ngủ. Cô trốn thoát được qua đường cửa sổ và tới gặp Galswells nhằm tìm cách giúp Victor, nhưng không được. Vì Victor không còn ở đó nữa nên bố mẹ Victoria quyết định gả cô cho một nhân vật được cho là giàu có mới tới thị trấn tên là Ngài Barkis Bittern (Richard E. Grant), người có mặt tại buổi tập đám cưới, dù cho điều đó trái ý Victoria.
Emily đau khổ vì bị Victor lừa dối. Tuy nhiên anh đã nhanh chóng xin lỗi cô, và cả hai đã làm lành trong khi cùng nhau chơi đàn piano. Không lâu sau đó, người đánh xe ngựa của gia đình Victor xuất hiện ở Vùng đất Chết (vì ông vừa mới qua đời) và cho Victor biết rằng Victoria sắp kết hôn với Ngài Barkis. Cùng lúc đó, Elder Gutknecht giải thích cho Emily hiểu rằng lời thề khi kết hôn sẽ ràng buộc họ tới khi "cái chết chia lìa hai người", nhưng hiện giờ cái chết cũng đã chia lìa hai người sẵn rồi, vì vậy đám cưới của cô với Victor sẽ không bao giờ có hiệu lực. Để hóa giải điều này, Victor phải lặp lại lời thề của anh trên dương gian và sẵn lòng uống ly thuốc độc - sau đó sẽ cưới cô ở cõi chết. Nghe trộm được điều này, và cũng bởi Victoria đã có người khác, nên Victor sẵn lòng chết vì Emily. Tất cả người chết cùng nhau "lên tầng trên" là dương gian để tham gia lễ cưới của Victor và Emily. Khi họ tới, thị trấn trở nên nhốn nháo bởi những người sống được gặp lại người thân đã qua đời của mình và họ được đoàn tụ hạnh phúc trong một hoàn cảnh kỳ dị.
Sau khi cãi lộn với Barkis (và phát hiện ra rằng ông ta kết hôn chỉ vì tiền của cô dâu), Victoria đi theo đoàn người chết tới nhà thờ. Emily nhìn thấy Victoria và phát hiện ra rằng cô đang cướp đi cơ hội được hạnh phúc của Victoria giống với cách mà cô bị người khác tước đoạt hạnh phúc. Khi Victor chuẩn bị uống thuốc độc, Emily đã ngăn anh lại và đưa anh trở lại với Victoria. Ngài Barkis đã cản trở họ, và Emily phát hiện ra chính Barkis là hôn phu trước đây của cô - và cũng là người đã giết cô để chiếm đoạt của hồi môn. Barkis tìm cách bắt cóc Victoria dưới lưỡi kiếm của mình, nhưng Victor đã ngăn hắn và đôi bên đánh nhau. Emily can thiệp để cứu Victor và Barkis đã chế nhạo Emily rằng cô sẽ "mãi chỉ là một cô phù dâu, chứ không thể là một cô dâu thực sự". Hắn vô tình uống phải cốc thuốc độc. Cái chết đã kéo hắn ta trở về âm phủ, như một sự trừng trị trước tội ác mà hắn đã gây ra. Victoria giờ đã có thể kết hôn với Victor một lần nữa.
Emily để Victor được tự do khỏi lời thề phải kết hôn với cô, trả lại nhẫn cưới và hoa cưới cho Victoria rồi rời khỏi nhà thờ. Khi cô bước ra ngoài ánh trăng, cơ thể cô biến thành hàng trăm con bướm, có lẽ là tượng trưng cho việc cô đã tìm đến sự bình yên, còn Victor và Victoria ôm nhau hạnh phúc.

## Diễn viên

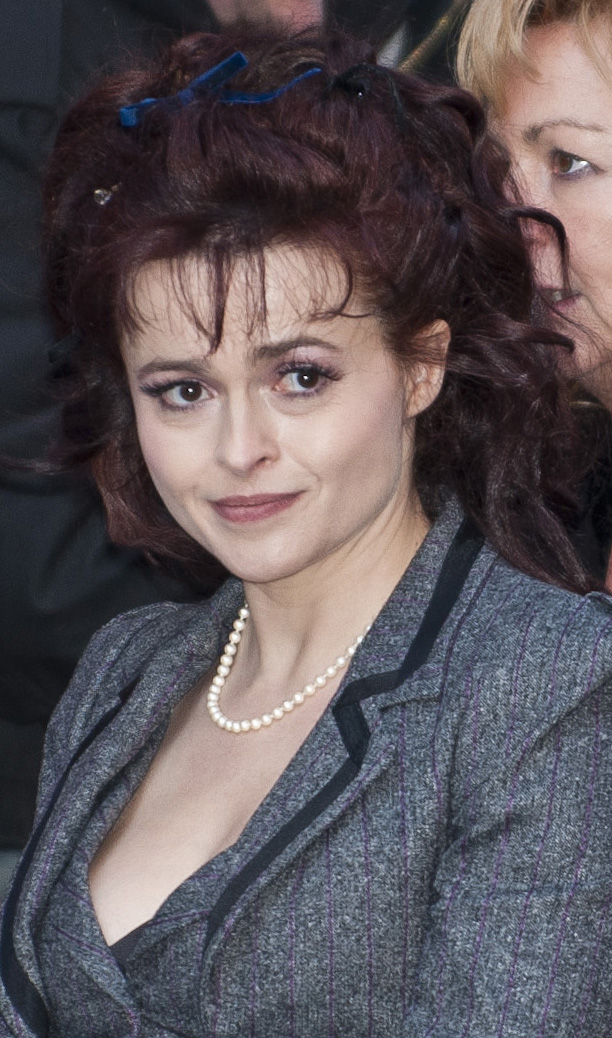
Helena Bonham Carter lồng tiếng cho nhân vật nữ chính.

- Johnny Depp trong vai Victor Van Dort, một chàng trai rụt rè và vụng về, đính hôn với Victoria Everglot với những lý do xã hội và tài chính. Anh là một nghệ sĩ piano rất tài giỏi.
- Helena Bonham Carter trong vai Emily, Cô dâu xác chết, một cô gái trẻ xinh đẹp và quyến rũ, có niềm đam mê âm nhạc và khiêu vũ.
- Emily Watson trong vai Victoria Everglot, hôn thê xinh đẹp, ngọt ngào nhưng rụt rè của Victor Van Dort. Cô tuy nhút nhát và hiền lành nhưng cũng kiên định với những mong ước của mình.
- Tracey Ullman trong vai Nell Van Dort, mẹ của Victor.
- Paul Whitehouse trong vai William Van Dort, bố của Victor
- Joanna Lumley trong vai Phu nhân Maudeline Everglot, mẹ của Victoria.
- Albert Finney trong vai Ngài Finis Everglot, bố của Victoria
- Richard E. Grant trong vai Ngài Barkis Bittern, một nghệ sĩ điển trai nhưng độc ác. Cuối phim khán giả nhận ra hắn chính là hôn thê trước kia của Emily và đã giết cô để chiếm đoạt của hồi môn.
- Christopher Lee trong vai Pátor Gallswells, vị linh mục khó tính được thuê để cử hành hôn lễ cho Victor và Victoria.
- Michael Gough trong vai Elder Gutknecht, một bộ xương cổ kính thống trị thế giới của những người chết.
- Jane Horrocks trong vai Góa phụ Đen, và Bà Plum.
- Enn Reitel trong vai Maggot và Mõ tòa của thị trấn. Diễn xuất lồng tiếng của Reitel bắt trước nam diễn viên người Úc Peter Lorre.[3]
- Deep Roy trong vai Tướng Bonesapart.
- Danny Elfman trong vai Bonejangles một bộ xương biết hát.
- Stephen Ballantyne trong vai Emil, quản gia nhà Everglots.

## Sản xuất
Bộ phim dựa trên một câu chuyện dân gian Nga thế kỷ 19, được Joe Ranft giới thiệu cho Tim Burton ngay khi họ vừa hoàn thành xong bộ phim The Nightmare Before Christmas. Phim bắt đầu được sản xuất vào tháng 11 năm 2003, khi Burton hoàn tất dự án Big Fish. Ông tiếp tục sản xuất bộ phim chiếu rạp người đóng tiếp theo của mình, Charlie and the Chocolate Factory, song song với Cô dâu xác chết. Đồng đạo diễn Mike Johnson kể về quá trình tiếp cận bộ phim một cách hệ thống: "Trong trường hợp phải đồng đạo diễn, thường thì một đạo diễn sẽ làm việc với một phân cảnh còn người kia sẽ làm việc với một phân cảnh khác. Nhưng cách tiếp cận của chúng tôi có tình hệ thống hơn. Tim hiểu rằng ông muốn bộ phim phải đi đến giới hạn của cảm xúc và làm rõ được mấu chốt câu chuyện. Công việc của tôi là làm việc với đoàn làm phim hàng ngày và khiến cho từng cảnh phim càng sát với những gì Tim muốn càng tốt."

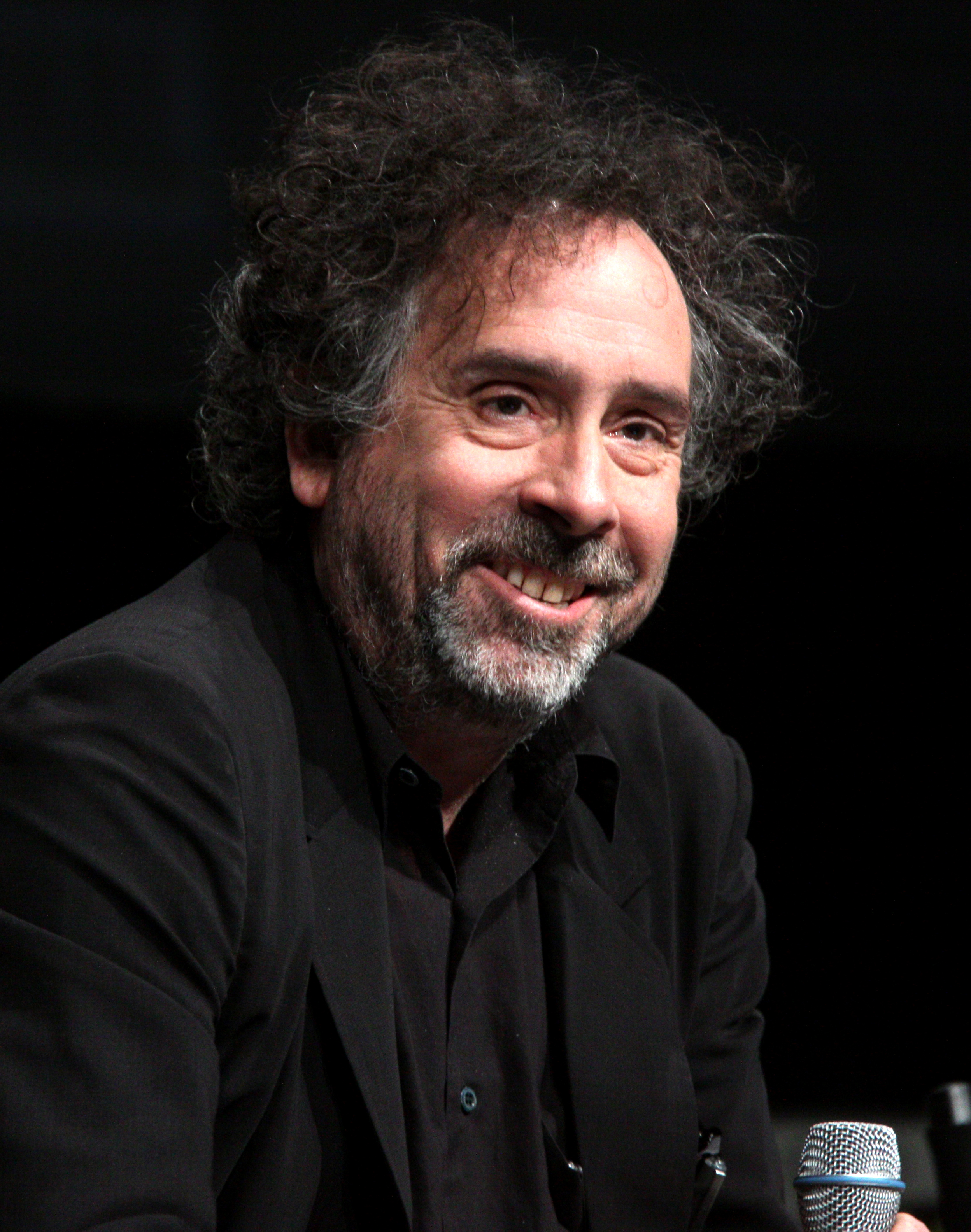
Tim Burton đồng đạo diễn bộ phim.

Bộ phim dự định sẽ làm trên phim nhựa, tuy nhiên đến phút chót hãng phim đã giới thiệu một công nghệ mới. Năm 1997, trong quá trình sản xuất tiền kỳ của bộ phim Monkeybone của Henry Selick, nhà quay phim Pete Kozachik đi tìm một phương pháp ghi hình có thể thông suốt việc kết hợp các nhân vật stop-motion với hình ảnh các diễn viên thật được quay sẵn. Sau khi hoàn tất Monkeybone, Kozachik tiếp tục thử nghiệm các máy quay để có thể quay những bộ phim hoạt hình chiếu rạp bằng kỹ thuật số. Đầu năm 2003, nhóm sản xuất không mấy hứng thú với việc chụp ảnh kỹ thuật số cho phim stop motion mà chuẩn bị để quay bằng phim nhựa. Hai tuần trước khi bắt đầu quay phim, Kozachik và cố vấn hiệu ứng hình ảnh Chris Watts tìm ra giải pháp sử dụng máy ảnh kỹ thuật số, kỹ thuật này được phó tổng giám đốc phụ trách sản xuất vật lý và hiệu ứng hình ảnh của Warner Bros. là Chris DeFaria. Từ đó, bộ phim được sản xuất bằng công nghệ kỹ thuật số. Sau khi thử nghiệm cả chục mẫu máy khác nhau, Kozachik lựa chọn mẫu máy ảnh kỹ thuật số cơ bản là chiếc Canon EOS-1D Mark II, một mẫu máy nguyên bản được trang bị các bộ chuyển đổi để có thể sử dụng với ống kính cố định tiêu cự của Nikon (14mm-105mm). Kozachik nói về lý do ông chọn mẫu máy ảnh này: "Một trong những lý do tôi lựa chọn chiếc máy ảnh này là bởi vì chip xử lý ảnh của nó có kích thước tương tự như phim âm bản Super 35, do đó chúng tôi có thể sử dụng ống kính của Nikon và dùng nó như những ống kính 35mm thông thường mà vẫn đạt được hiệu quả tương tự—độ sâu trường ảnh và góc rộng tương tự. Tôi hiểu rằng chúng tôi sẽ còn phải làm việc nhiều để khiến bộ phim này giống như phim 'thật' bởi chúng tôi không sử dụng phim nhựa, vì thế tôi muốn rằng ít nhất dụng cụ quang học được sử dụng phải giống như dụng cụ quang học dùng trong phim nhựa."
Quá trình hoạt họa diễn ra tại xưởng phim 3 Mills Studios ở Đông London. Có khoảng một chục họa sĩ hoạt hình/họa sĩ rối lúc bộ phim bắt đầu bấm máy, nhưng tới khi quá trình sản xuất kết thúc đội ngũ này đã tăng gấp ba. Nhóm ban đầu dành thời gian phát triển các đặc trưng riêng cho từng con rối. Bản thân những con rối do Mackinnon và Saunders dựng, cao trung bình khoảng 17 inch (43 cm) và được hoạt diễn trên trường quay xây cao khoảng ba tới bốn feet (91–121 cm) so với sàn nhà và có cửa ở dưới sàn để các họa sĩ hoạt hình có thể điều khiển những con rối từ bên dưới. Đầu của ba nhân vật chính—Victor, Victoria và Cô dâu xác chết—có kích thước bằng quả bóng golf và được gắn bánh răng để cho phép các họa sĩ hoạt hình có thể thay đổi các chi tiết trên gương mặt của con rối. Công việc của các họa sĩ hoạt hình được trải đều trên khoảng 25 đến 35 trường quay riêng biệt, mỗi trường quay đều được trang bị một máy cảnh kỹ thuật số Canon riêng. Tổng cộng đã có 32 chiếc máy ảnh được sử dụng trong phim. Mỗi máy đều được gắn một hệ thống "trút ảnh" cho phép các họa sĩ hoạt hình chụp ảnh và tải chúng trực tiếp lên máy tính để ghép trực tiếp thành một đoạn phim, từ đó họ có thể kiểm tra thành quả của mình.
Các bức ảnh chụp cho phim được lưu thẻ nhớ 1GB có thể chứa khoảng 100 khung hình. Tám nhóm chụp ảnh—mỗi nhóm gồm một thợ quay phim ánh sáng, một trợ lý, một kỹ thuật viên điện điều khiển ánh sáng và một thiết kế trường quay để giải quyết các vấn đề bối cảnh—cùng làm việc với các họa sĩ hoạt hình để dựng cảnh. Mỗi nhóm chụp ảnh có một máy trạm "điều khiển ánh sáng"—gồm một chiếc máy tính Apple G4 và một màn hình để kiểm tra ánh sáng va căn chỉnh khung hình—để xem các tập tin ảnh định dạng TIFF của máy sảnh. Một khi phân cảnh được chấp thuận, máy tính sẽ được ngắt kết nối và các họa sĩ hoạt hình sẽ tự mình chụp ảnh bằng máy ảnh và hệ thống "trút" máy tính/máy ảnh để kiểm tra thành quả. Trưởng nhóm phát triển cốt truyện Jeffrey Lynch cho biết các cảnh đều được phát triển dựa trên các bảng truyện do một nhóm thực hiện: "Chúng tôi quay càng gần với tỷ lệ phim 1:1 [mỗi cảnh một đúp] bởi chúng tôi không có thời gian làm lại nhiều lần. Các thử nghiệm hầu hết được thực hiện trên bảng truyện—theo càng nhiều cách càng tốt—để đạt được những cảnh quay như mong muốn.."
Đồng đạo diễn Mike Johnson sẽ cùng các họa sĩ hoạt hình kiểm tra từng cảnh, nếu cần thì diễn xuất thật luôn với họ. Các họa sĩ hoạt hình chia cảnh ra thành từng khung hình để tìm kiếm những khung hình then chốt. Các họa sĩ hoạt hình khi đó mới chụp các bức ảnh thử nghiệm, khoảng 1 khung hình cho mỗi 2 đến 4 giây kịch bản. Johnson giải thích: "Ngày hôm sau, khi họ đã hoàn tất việc thử nghiệm/tập luyện, chúng tôi sẽ xem xét và chỉnh sửa từ đó. Chúng tôi có thể sẽ chỉnh sửa ánh sáng, diễn xuất hoặc yêu cầu bộ phận nghệ thuật can thiệp chỉnh sửa. Sau đó chúng tôi khép màn và để các họa sĩ hoạt hình hoạt diễn cảnh quay." Thỉnh thoảng các họa sĩ hoạt hình sử dụng những đoạn thu lại tiếng nói và/hoặc hình ảnh của các diễn viên, một phương pháp phổ biến với hoạt hình thông thường. Sau khi được chụp lại, các khung hình sẽ được một nhóm xử lý dữ liệu chỉnh sửa. Sử dụng tiến trình công việc do Chris Watts phát triển, các khung hình được tải từ thẻ nhớ máy ảnh dưới dạng các tập tin RAW, sau đó chuyển đổi thành các tập tin Cineon và xử lý thông qua một "khối màu lập phương." Nhà quay phim Pete Kozachik giải thích: "Khối màu lập phương là một bảng tra cứu 3D do công ty FilmLight Ltd. tạo ra, có khả năng xử lý dữ liệu hình ảnh giống như phim nhựa của Eastman Kodak—trong trường hợp này là mẫu 5248, một trong những mẫu tôi yêu thích. Với công cụ này, chúng tôi có thể tự cho là mình đang sử dụng máy ảnh ở mức ASA 100, và sau đó đo sáng và đo điểm, để cuối cùng chúng tôi có thể tự tin nói rằng chúng tôi đã làm như thể ảnh chụp bằng máy 5248." Các khung hình có thể được xử lý hơn nữa để có được tập tin TIFF để xem trên màn hình máy trạm phụ trách ánh sáng, từ đó có thể xem trước các yếu tố ánh sáng, sự kết hợp và màu sắc của hình ảnh.

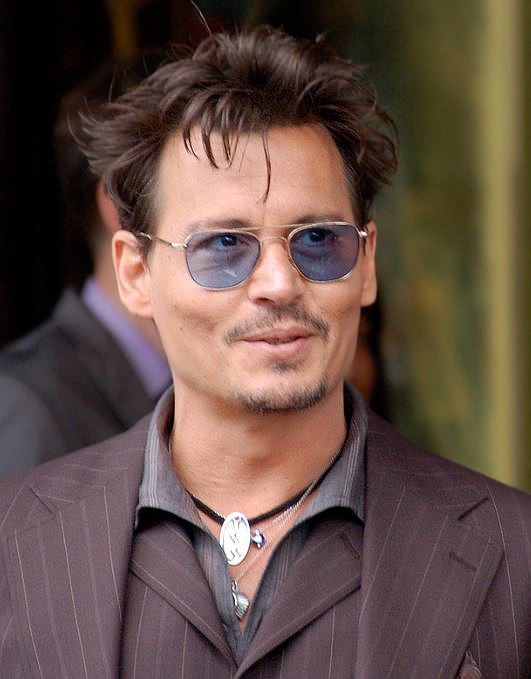
Johnny Depp quay phim Charlie and the Chocolate Factory và lồng tiếng cho Cô dâu xác chết cùng một lúc.

Hiệu ứng hình ảnh do công ty Moving Picture Company (MPC) của London thực hiện, và được áp dụng cho khoảng 1.000 cảnh phim, tuy nhiên phần lớn các hiệu ứng chỉ là hỗ trợ tô màu cho các con rối và bối cảnh. Một số yếu tố hiệu ứng hình ảnh—như những đàn chim và bướm, được tạo ra hoàn toàn bằng máy tính (CG), tuy nhiên cũng có một số khác được ghép vào bằng những hình ảnh thực tế. Pete Kozachik giải thích rằng bản thân thủ thuật quay các nhân vật đã mang tới những cảnh quay rất thú vị về mặt hình ảnh và hỗ trợ cho mạch kể của đạo diễn: "Thử thách ở đây là phải khiến cho các cử động thật rõ ràng và đơn giản để kết hợp với ánh sáng và kỹ thuật ghép. Có một công thức để diễn đạt câu chuyện sao cho mạch lạc với những con rối này. Bạn có thể muốn một thứ gì đó trừu trượng, nhưng điều đó cũng khiến bạn dễ đi quá giới hạn với những con rối này bởi chúng không phải là người thật, chúng không quen thuộc với khán giả. Các nhân vật này không nhất thiết phải chuyển tải nội dung tương tự như người đóng. Bạn phải tỉ mỉ trong việc cân bằng giữa không gian nghệ thuật và sự rõ ràng của đồ hoạ để không làm người xem bối rối với những gì họ chứng kiến."
Trong một buổi phỏng vấn vào năm 2005 với trang About.com, Tim Burton nói về sự khác nhau giữa việc đạo diễn phim Corpse Bride và The Nightmare Before Christmas, cho rằng: "Điểm khác biệt nằm ở chỗ với Corpse Bride tôi đã thiết kế hoàn toàn. Đây là một bộ ý tưởng hoàn chỉnh trong đầu tôi. Tôi cảm thấy dường như tôi đã đạt được nó. Tôi cảm thấy thoải mái với nó hơn. Với bộ phim này, mọi thứ có tổ chức hơn. Nó được dựa trên một câu chuyện dân gian cổ. Chúng tôi cố tìm cách thay đổi nó nhưng, bạn biết đấy, tôi có một người đồng đạo diễn rất tuyệt là Mike Johnson. Tôi cảm thấy như chúng tôi đã bổ sung cho nhau khá tốt. Nó chỉ là một bộ phim mới, một quy trình mới thôi." Ông cũng nói về việc tuyển Johnny Depp cho vai Victor: "Thật kỳ lạ vì chúng tôi đã làm cả hai bộ phim cùng một lúc. Ban ngày thì anh ấy là Willy Wonka còn ban đêm thì là Victor cho nên có vẻ tinh thần của anh ấy sẽ bị xáo trộn đôi chút. Nhưng anh ấy rất tuyệt. Đây là bộ phim hoạt hình đầu tiên anh tham gia và anh ấy luôn đặt mình vào thử thách. Chúng tôi coi nó như một trò chơi vui vẻ và là một chu trình sáng tạo. Một lần nữa, đây làm niềm vui khi được làm việc cùng anh ấy. Dường như anh ấy sẵn sàng cho tất cả mọi việc. Anh ấy luôn thêm thắt các thứ cho hợp lý hơn. Điều đáng ngạc nhiên là tất cả các diễn viên đều không được làm việc [cùng với nhau]. Họ không ở chung phòng, cho nên họ lồng tiếng cho nhân vật của mình một mình, ngoại trừ Albert [Finney] và Joanna [Lumley] có lồng tiếng một vài phân cảnh cùng nhau, còn lại tất cả mọi người làm việc riêng rẽ. Giống như làm việc trong chân không vậy, rất thú vị. Và tôi cảm thấy mọi thứ đã kết thúc tốt đẹp, màn trình diễn của tất cả mọi người đều hòa hợp với nhau. Vậy nên anh ấy cũng rất cẩn thận, như tất cả mọi người, trong việc tìm ra tông giọng thích hợp và làm cho mọi thứ trở nên hợp lý mặc dù không được làm việc cùng nhau."

## Nhạc phim
Album nhạc phim do Danny Elfman sản xuất với sự giúp đỡ John August được phát hành vào ngày 20 tháng 9 năm 2005. Tác phẩm bao gồm toàn bộ phần âm nhạc trong phim, trong đó có cả nhạc nền và bốn bài hát do các diễn viên lồng tiếng thể hiện.
Danh sách bài hát
Tất cả các ca khúc được viết bởi Danny Elfman và John August. Toàn bộ nhạc nền phim do Elfman sáng tác.
| STT | Nhan đề                           | Biểu diễn                                                    | Thời lượng |
| --- | --------------------------------- | ------------------------------------------------------------ | ---------- |
| 1.  | "Main Title" (Nhạc nền)           | Elfman                                                       | 2:05       |
| 2.  | "According to Plan"               | Albert Finney, Joanna Lumley, Tracey Ullman, Paul Whitehouse | 3:44       |
| 3.  | "Victor's Piano Solo" (Nhạc nền)  | Elfman                                                       | 1:17       |
| 4.  | "Into the Forest" (Nhạc nền)      | Elfman                                                       | 4:34       |
| 5.  | "Remains of the Day"              | Elfman, Jane Horrocks, Paul Baker, Alison Jiear, Gary Martin | 3:26       |
| 6.  | "Casting a Spell" (Nhạc nền)      | Elfman                                                       | 1:25       |
| 7.  | "Moon Dance" (Nhạc nền)           | Elfman                                                       | 1:27       |
| 8.  | "Victor's Deception" (Nhạc nền)   | Elfman                                                       | 3:59       |
| 9.  | "Tears to Shed"                   | Helena Bonham Carter, Horrocks, Enn Reitel                   | 2:45       |
| 10. | "Victoria's Escape" (Nhạc nền)    | Elfman                                                       | 2:30       |
| 11. | "The Piano Duet" (Nhạc nền)       | Elfman                                                       | 1:53       |
| 12. | "New Arrival" (Nhạc nền)          | Elfman                                                       | 0:41       |
| 13. | "Victoria's Wedding" (Nhạc nền)   | Elfman                                                       | 3:14       |
| 14. | "The Wedding Song"                | Elfman, Horrocks, Baker, Jier, Martin                        | 3:00       |
| 15. | "The Party Arrives" (Nhạc nền)    | Elfman                                                       | 3:20       |
| 16. | "Victor's Wedding" (Nhạc nền)     | Elfman                                                       | 2:08       |
| 17. | "Barkis's Bummer" (Nhạc nền)      | Elfman                                                       | 2:07       |
| 18. | "The Finale" (Nhạc nền)           | Elfman                                                       | 2:35       |
| 19. | "End Credits" (Phần 1) (Nhạc nền) | Elfman                                                       | 1:49       |
| 20. | "End Credits" (Phần 2) (Nhạc nền) | Elfman                                                       | 2:32       |

| Bài hát tặng kèm từ Bonejangles và nhóm Bone Boys | Bài hát tặng kèm từ Bonejangles và nhóm Bone Boys                   | Bài hát tặng kèm từ Bonejangles và nhóm Bone Boys | Bài hát tặng kèm từ Bonejangles và nhóm Bone Boys |
| STT                                               | Nhan đề                                                             | Biểu diễn                                         | Thời lượng                                        |
| ------------------------------------------------- | ------------------------------------------------------------------- | ------------------------------------------------- | ------------------------------------------------- |
| 21.                                               | "Ball & Socket Lounge Music #1" (Phiên bản của ban nhạc) (Nhạc nền) | Elfman                                            | 2:15                                              |
| 22.                                               | "Remains of the Day" (Phiên bản Combo Lounge) (Nhạc nền)            | Elfman                                            | 3:06                                              |
| 23.                                               | "Ball & Socket Lounge Music #2" (Nhạc nền)                          | Elfman                                            | 1:10                                              |
| 24.                                               | "Ball & Socket Lounge Music #1" (Phiên bản Combo) (Nhạc nền)        | Elfman                                            | 2:14                                              |
| Tổng thời lượng:                                  | Tổng thời lượng:                                                    | Tổng thời lượng:                                  | 59:42                                             |

## Phát hành và đón nhận
Cô dâu xác chết ra mắt ngày 7 tháng 9 năm 2005 tại Liên hoan phim Venice. Phim được phát hành vào ngày 23 tháng 9 năm 2005 ở Hoa Kỳ và ngày 13 tháng 10 năm 2005 ở Vương quốc Anh.

### Doanh thu phòng vé
Cô dâu xác chết thu về 53.359.111 USD ở Bắc Mỹ và 63.835.950 USD tại các vùng lãnh thổ khác, qua đó tổng doanh số toàn cầu đạt 117.195.061 USD.
Ở Bắc Mỹ, trong tuần đầu tiên khởi chiếu bộ phim đứng ở vị trí thứ hai về doanh thu với lợi nhuận 19.145.480 USD trong dịp cuối tuần này, đứng sau Flightplan. Trong dịp cuối tuần thứ hai, bộ phim tụt xuống vị trí số 3 với doanh thu 10.033.257 USD. Trong tuần thứ ba công chiếu bộ phim tụt xuống vị trí số 6 với doanh thu 6.511.336 USD. Ở dịp cuối tuần thứ tư, bộ phim đứng ở vị trí thứ chín, với doanh thu 3.577.465 USD.
Các thị trường nước ngoài mang lại nhiều lợi nhuận cho phim nhất là Pháp, Vương quốc Anh và Nhật Bản, doanh thu của bộ phim tại các thị trường này lần lượt là 8,88 triệu USD, 8,57 triệu USD và 7,1 triệu USD.

### Đánh giá chuyên môn
Cô dâu xác chết nhận được phản hồi tích cực từ giới phê bình. Trang tổng hợp kết quả đánh giá Rotten Tomatoes cho biết có 84% nhà phê bình cho bộ phim đánh giá tích cực với điểm trung bình là 7,23/10 dựa trên 193 bài phê bình. Nhận xét chung của trang này viết: "Như những gì có thể mong đợi từ một bộ phim của Tim Burton, Cô dâu xác chết có sự rùng rợn kỳ dị, trí tưởng tượng sinh động và những cảm xúc buồn vui xen lẫn." Metacritic, trang chuyên cho điểm số trung bình dựa trên 100 bài phê bình hàng đầu từ các nhà bình luận chính thống, cho bộ phim 83 điểm dựa trên 35 bài phê bình, qua đó kết luận phản hồi dành cho bộ phim là "hoàn toàn tích cực". Phim được đề cử ở hạng mục "Hoạt hình" cho Danh sách 10 phim hay nhất thuộc 10 thể loại của Viện phim Mỹ. Phim cũng được đề cử Giải Oscar cho phim hoạt hình hay nhất tại Lễ trao giải Oscar lần thứ 78, nhưng để tuột giải thưởng vào tay tác phẩm Wallace & Gromit: The Curse of the Were-Rabbit.
Justin Chang của tờ Variety cho bộ phim đánh giá tích cực và viết rằng "Bộ phim nhạc kịch ma quái nói về một chú rể trẻ tuổi lấy nhầm một cô gái dưới nầm mồ chính là Frankenstein mất trí đáng thương của bộ phim, bù lại anh lại có tinh thần cao thượng và sự sâu sắc." Kirk Honeycutt của tạp chí The Hollywood Reporter cho bộ phim đánh giá tích cực và gọi đây là "một chuyến đi kỳ diệu của trí tưởng tượng, cách giải quyết bằng một bộ phim hoạt hình stop-motion với những nhân vật tưởng tượng, bối cảnh khơi gợi, sự hài hước kín đáo, các ca khúc đầy cảm hứng và sự kỳ quái chân thực khó tìm thấy trong những tác phẩm điện ảnh ngày nay." Michael Atkinson của tờ The Village Voice cho bộ phim đánh giá tích cực và nói rằng "Sự đa dạng trong phong cách nhợt nhạt chưa bao giờ thôi truyền cảm hứng; chưa bao giờ nụ cười của những chiếc đầu lâu được đưa vào phim một cách chi tiết và tường tận như thế." Owen Gleiberman của báo Entertainment Weekly cho bộ phim điểm B và viết rằng "Với tư cách một thành tựu trong thế giới hình ảnh ma thuật kỳ dị, Cô dâu xác chết của Tim Burton phải được coi là một loại kỳ công." Manohla Dargis của báo The New York Times cho bộ phim bốn trên năm sao và viết rằng "Vị trí cố hữu của các nhân vật người chết sống lại trong điện ảnh cho thấy con người đang nuôi một khao khát không tưởng, hoặc có lẽ đó chỉ là một chu trình lặp lại của điện ảnh. Dù là cái gì, thì cũng vẫn có một điều gì đó rất đáng khích lệ trong tình yêu của Burton với những bộ xương và xác mục, nếu ông vẫn chưa có ý định từ bỏ vương quốc u tối của mình." Moira MacDonald của tờ The Seattle Times cho bộ phim ba một phần hai trên bốn sao và viết rằng "Điều khiến Cô dâu xác chết trở nên hấp dẫn là trí tưởng tượng mà bộ phim minh hoạ, mang tới một thế giới lộn xộn, có kết cấu và đẹp đẽ một cách huyền bí mà đến cuối phim chúng ta vẫn không muốn rời đi."
Liam Lacey của tờ The Globe and Mail đánh giá bộ phim ba trên bốn sao và cho rằng "Một con ma và một con người ngây thơ trong sáng dắt tay nhau bước đi trong bộ phim Cô dâu xác chết của Tim Burton, một tác phẩm điện ảnh đào sâu vào quá khứ của Hollywood để làm sống lại nghệ thuật cổ xưa của hoạt hình stop-motion và tạo ra một bộ phim cổ tích." Jack Mathews của tờ New York Daily News cho bộ phim ba một phần hai trên bốn sau và nói rằng "Hoạt hình stop-motion có lẽ là công việc khó khăn và nhọc nhằn nhất ở Hollywood, nhưng những nhà làm phim Cô dâu xác chết của Tim Burton xứng đáng được đến Tahiti một vài năm để vinh danh những nỗ lực của họ." Lou Lumenick của tờ New York Post cho bộ phim ba một phần hai trên bốn sao và nói rằng: "Phim Cô dâu xác chết của Tim Burton là một tác phẩm kinh điển đúng nghĩa." Lisa Rose của tf Newark Star-Ledger cho bộ phim ba trên năm sao và nói rằng "Cô dâu xác chết mang lại một vẻ đẹp thần tiên không thể xếp chung với bất kỳ thể loại nào." James Berardinelli của tờ ReelViews cho bộ phim ba trên bốn sao và nói rằng "Với mảng phim hoạt hình, bộ phim này dễ dàng trở thành tác phẩm xuất sắc nhất của một năm yếu kém." Peter Howell của tờ Toronto Star cho bộ phim bốn trên bốn sao và nói rằng "Nếu bộ phim The Nightmare Before Christmas mười hai năm trước là một tác phẩm hướng tới đôi mắt và tâm trí của người xem, thì Cô dâu xác chết của Tim Burton đã làm được gấp đôi khi mang tới sự vui sướng cho đôi tai và cho trái tim khán giả." Joe Williams của tờ St. Louis Post-Dispatch cho bộ phim điểm B+, viết rằng "Đằng sau những đống xương của ảo giác, Cô dâu xác chết là một câu chuyện ngụ ngôn mang màu sắc u ám theo cách của riêng nó."
Andrew Sarris của báo The New York Observer cho bộ phim đánh giá tiêu cực, nói rằng "Cô dâu xác chết là một sự phối hợp nhàm chán của những con rối và hoạt hình quá phức tạp và vất vả." Roger Ebert cho bộ phim ba trên bốn sao và gọi tác phẩm là "Một câu chuyện tình yêu ngọt ngào cùng với hình ảnh dễ thương về một tình yêu đã mất đi." Roger Moore của tờ Orlando Sentinel cho bộ phim bốn trên năm sao và nói rằng "Sự ngọt ngào, hoàn mỹ của hình ảnh và từng nhân vật tràn đầy cảm hứng đã làm nên một Cô dâu xác chết, đủ để vượt qua một tầm vóc chấp nhận được." Robert K. Elder của báo Chicago Tribune cho bộ phim ba một phần hai trên bốn sao và nói rằng "Nếu Nightmare Before Christmas là một tác phẩm đại chúng đầy chất jazz thì Cô dâu xác chết lại là một bản waltz--một mẩu chuyện tao nhã, vô cùng hài hước về cuộc hôn nhân ma quỷ." Kenneth Turan của thời báo Los Angeles Times cho bộ phim hai trên năm sao và nói rằng "Bộ phim không mang màu sắc cổ tích, nhưng, cũng như các nhân vật của nó, gợi nên cái chết và mồ chôn nhiều hơn là sức sống." Claudia Puig của tờ USA Today cho bộ phim ba một phần hai trên bốn sao và cho rằng "Cô dâu xác chết là một sự tôn vinh cảm động đến không ngờ của tình yêu được kể theo phong cách phức tạp và sáng tạo." Peter Travers của tạp chí Rolling Stone cho bộ phim ba một phần hai trên bốn sao và nói rằng "Trong cái mác của một bộ phim gia đình, Burton làm sống dậy sự đam mê tình cảm mang màu sắc u tối gợi nhớ về Vertigo của Edgar Allan Poe và Hitchcock. Đây là một phép thử đối với bất kỳ nhà làm phim nào, và Burton đã làm được."
Steven Rea của tờ The Philadelphia Inquirer cho bộ phim ba một phần hai trên bốn sao và nói rằng "Cô dâu xác chết của Tim Burton dễ dàng trở thành một phim hoạt hình stop-motion hài-lãng mạn-nhạc kịch hay nhất mọi thời đại. Nó cũng đơn giản chỉ là "tuyệt vời": một câu chuyện vui vẻ, sâu lắng về tình yêu đích thực làm mê hoặc con mắt và bừng sáng tâm hồn." Bill Muller của tờ The Arizona Republic cho bộ phim bốn trên năm sao, nói rằng "Cô dâu xác chết là một sự kết hợp tươi sáng giữa những sự kiện kì lạ và các con rối được tạo hình đầy sức tưởng tượng, một chuyến du hành hoang dại qua thế giới tráng lệ và lộn xộn của Burton." Michael Booth của báo The Denver Post cho bộ phim ba một phần hai trên bốn sao và nói rằng "Cô dâu xác chết sẽ chiếm được trái tim bạn, nếu trước đó nó chưa phanh ngực bạn ra." Terry Lawson của tờ Detroit Free Press cho bộ phim ba trên bốn sao và nói rằng "Có một lễ Halloween vui vẻ ngoài cửa hàng cho những em bé nào không được chơi trick-or-treat, và nó thuộc quyền sở hữu của bộ phim hoạt hình Cô dâu xác chết của Tim Burton." Bruce Westbrook của The Houston Chronicle cho bộ phim ba một phần hai trên bốn sao và nói rằng "Mượt mà đáng ngạc nhiên và rực rỡ tới chết người, Cô dâu xác chết của Tim Burton là bộ phim hoạt hình stop-motion có hình ảnh đẹp nhất từ trước đến nay." Rene Rodriguez của tờ Miami Herald cho bộ phim hai một phần hai trên bốn sao và nói rằng "Cô dâu xác chết gặp phải vấn đề đã diễn ra với một vài phim người đóng gần đây của Burton: dù mang không khí vui nhộn khó cưỡng nhưng phim không chạm được tới trái tim người xem." Colin Covert của tờ Star Tribune cho bộ phim ba một phần hai trên bốn sao và nói rằng "Sự pha trộn giàu sức tưởng tượng giữa kinh dị và hài hước đã đem sự vui nhộn vào trong những đám tang."